# Langon, Loir-et-Cher
Langon är en kommun i departementet Loir-et-Cher i regionen Centre-Val de Loire i de centrala delarna av Frankrike. Kommunen ligger i kantonen Mennetou-sur-Cher som tillhör arrondissementet Romorantin-Lanthenay. År 2022 hade Langon 826 invånare.

## Befolkningsutveckling
Antalet invånare i kommunen Langon
| Referens: INSEE |